# Desi Reijers
Dirkje Johanna „Desi“ Reijers (* 4. Juni 1964 in Doetinchem) ist eine ehemalige niederländische Schwimmerin. Sie gewann eine Silbermedaille bei Olympischen Spielen und eine Bronzemedaille bei Weltmeisterschaften.

## Sportliche Karriere
Bei den Schwimmweltmeisterschaften 1982 in Guayaquil gewann die niederländische 4-mal-100-Meter-Freistilstaffel mit Desi Reijers ihren Vorlauf. Im Endlauf siegte die Staffel aus der DDR vor dem Quartett aus den Vereinigten Staaten. Dahinter schlug die niederländische Staffel mit Annemarie Verstappen, Annelies Maas, Wilma van Velsen und Conny van Bentum als Dritte an. Nach den Olympischen Spielen 1980 wurden die Regeln für die Medaillenvergabe geändert: Ab Anfang der 1980er Jahre erhielten Staffelteilnehmerinnen auch dann eine Medaille, wenn sie nur im Vorlauf eingesetzt wurden.
Zwei Jahre später bei den Olympischen Spielen 1984 in Los Angeles qualifizierte sich die niederländische Freistilstaffel mit Annemarie Verstappen, Elles Voskes, Desi Reijers und Wilma van Velsen mit der drittbesten Zeit für das Finale hinter den Staffeln aus den USA und der BRD. Im Finale siegte die Staffel aus den USA mit einer Sekunde Vorsprung auf Verstappen, Voskes, Reijers und Conny van Bentum, die wiederum eine Sekunde Vorsprung auf die Staffel aus der BRD hatten. Die niederländische 4-mal-100-Meter-Lagenstaffel mit Jolanda de Rover, Petra van Staveren, Annemarie Verstappen und Desi Reijers wurde im Vorlauf disqualifiziert.